# Napier Island
Napier Island ist eine 1,3 km lange Insel vor der Fallières-Küste des Grahamlands auf der Antarktischen Halbinsel. Sie liegt 19 km westsüdwestlich des Mount Balfour im südöstlichen Teil der Marguerite Bay.
Der Falkland Islands Dependencies Survey verzeichnete sie nach 1958 durchgeführten Vermessungen als eine Eiskuppel inmitten des inzwischen nicht mehr existierenden Wordie-Schelfeises. Das UK Antarctic Place-Names Committee benannte sie 1999 nach dem schottischen Mathematiker John Napier (1550–1617), der 1614 den Logarithmus als ein Rechenhilfsmittel entwickelt hatte.